# Bralęcin
Bralęcin (Duits: Brallentin) is een plaats in het Poolse district  Stargardzki, woiwodschap West-Pommeren. De plaats maakt deel uit van de gemeente Dolice en telt 340 inwoners.